# دانييلا بوليدو
دانييلا بوليدو (بالإسبانية: Daniela Pulido)‏ هي لاعبة كرة قدم مكسيكية، ولدت في 29 أبريل 2000 في غوادالاخارا في المكسيك.